# Ліхір (родовище)
Ліхір — унікальне за запасами, перше місце у світі, родовище золота в Папуа Новій Гвінеї. 
Копальня розташована на північному сході країни в провінції Нова Ірландія.
У 1998 році видобуток золота (Au) становив 14,734 т, а срібла (Ag) — 0,413 т.
Запаси золота оцінені в 45 мільйонів унцій (1400 т).